# ریچارد فورتین
ریچارد فورتین (انگلیسی: Richard Fortin؛ زادهٔ ۱۹۴۹/۱۹۵۰ (۷۴–۷۵ سال)) کارآفرین اهل کانادا است، که در سال ۱۹۸۰ شرکت آلیمنتیشن را تأسیس کرد.